# TBSテレビ番組一覧
TBSテレビ番組一覧（ティービーエステレビばんぐみいちらん）では、TBSテレビ（TBS）及びJNN/TBSテレビ系列で放送されている番組の一覧を記述している。

## 概要
- 2000年3月21日、東京放送（当時。現：TBSホールディングス）の番組制作部門が分社化され、ドラマ、バラエティ、音楽番組などを制作する株式会社TBSエンタテインメント、スポーツ番組を制作する株式会社TBSスポーツを設立。さらに2001年（平成13年）には情報番組を担当する株式会社TBSライブを設立、番組は分社化した各社が「制作」、東京放送が「製作著作」という形になった。
- 2004年10月1日、東京放送は上記の制作分社3社に合併、さらに東京放送本体にあった編成・報道・テレビ営業等を統合して放送（送信）と総務・経理を除くテレビの現業部門全般を行う東京放送のテレビ事業会社「株式会社TBSテレビ」（法人格上は旧TBSエンタテインメント）を設立しテレビ番組制作を業務委託、TBSテレビが「制作」、東京放送が「製作著作」という形となった。
- 2009年4月1日、東京放送は「東京放送ホールディングス」（TBSHD）に商号変更し放送持株会社体制に移行、同時に放送免許の承継を含むテレビ放送事業の現業全てをTBSテレビに事業分割したため、TBSテレビが一般放送事業者→民間特定地上基幹放送事業者となり、TBSテレビが「製作著作」という形になった。但し、同日にTBSテレビの略称が「TBS」に変更されたため、エンドロールは「製作著作：TBS」の表示は変わらず、逆に「制作：TBSテレビ」の表示が消える形になっている（一部番組ではまだ表示がある）。

## 記号
- ［E］はコンテンツ制作局（旧TBSエンタテインメント）制作。
- ［L］は情報制作局（旧TBSライブ）制作。
- ［S］はスポーツ局（旧TBSスポーツ）制作。
- ☆印はCS放送TBSチャンネルで現在放送中あるいは過去（1回だけの放送を含む）に放送されていた番組である。
- ★印の番組はCS放送TBS NEWSでも放送している、もしくは放送されていた番組。
- BS表記のある番組はBS-TBSでも放送している、もしくは放送されていた番組。

## 映画
※レギュラー放送されているものは現在なし。（現在は不定期に放送される程度）

## 特撮
現在放送なし

## 報道・情報

### ニュース・情報ワイド番組
- JNNニュース
- JNNフラッシュニュース（日曜20:54 -  21:00、月20:57 - 21:00、火・金20:54 - 20:57、水・木21:57 - 22:00）

朝のニュース（ワイド番組含む）
- THE TIME,（月 - 金5:20 - 8:00）  - ［E］［L］
  - THE TIME'（月 - 金4:30 - 5:20）

お昼のニュース（ワイド番組含む）
- ひるおび（月 - 金10:25 - 13:55）

夕方のニュース（ワイド番組含む）
- Nスタ（日17:30 - 18:00、月 - 金15:49 - 19:00）
- 報道特集★（土17:30 - 18:50）
  - JNN報道特集
  - 報道特集NEXT

夜のニュース
- news23 （月 - 木23:00 - 23:56、金23:58 - 翌0:45）
  - 筑紫哲也 NEWS23
  - NEWS23X

その他のニュース
- CBS Evening News★
- 選挙開票特別番組 票決!ライブ★BS ※HD
- TBSニュース※HD

### 情報系番組
［L］
- サンデーモーニング（日 8:00 - 9:54）
- ぜひモノ（土 4:45 - 5:15）
- 情報7daysニュースキャスター（土 22:00 - 23:24）

［E］
- イベントGO!（火 - 金 未明）
  - イベントGO!プラス（土 3:05 - 3:17）
- もっとキニナルチョイス（金 9:55 - 10:25）
- BLITZ INDEX（土 2:55 - 3:07）
- ミルベキ!（毎月1回木 1:28 - 1:58）
- ムビきゅん（同上）
- ムビふぁぼ（毎月1回木）

［L］→［E］
- 王様のブランチ（土 9:30 - 14:00）
  - 王様のお夜食（終了）
  - プチブランチ （月 - 木 9:55 - 10:25）(関東ローカル)
  - よるのブランチ（テッペン!、23:56 - 翌0:55）

毎日放送制作
- サタデープラス（土7:59 - 9:25）

CBCテレビ制作
- ゴゴスマ -GO GO!Smile!-（月 - 金13:55 - 15:49）

### ドキュメンタリー・教養
- 世界遺産 THE WORLD HERITAGE（日 18:00 - 18:30）☆BS
- ドキュメンタリー「解放区」（隔週月 0:58 - 1:58）
  - 報道の魂（前身、関東ローカル）★
- ふるさとの未来（木 0:58 - 1:28） - ［E］
- リアルアイドル（木 1:33 - 2:03）
- バース・デイ（日 0:28 - 0:58） - ［S］

毎日放送制作
- 情熱大陸（日 23:00 - 23:30）☆（スペシャルライブのみ）
- 皇室アルバム（土 5:15 - 5:30）（1975年3月までNET（現：テレビ朝日）系列で放送）

## スポーツ
［S］
- Oh!ベイスターズ（土 2:55 - 3:05）
- S☆1 （日 0:00 - 0:28、月 0:00 - 0:58）
- S☆1 BASEBALL（プロ野球中継）BS（一部試合を除く）
- 筋肉番付シリーズ
  - 最強の男は誰だ!壮絶筋肉バトル!!スポーツマンNo.1決定戦
  - SASUKE
  - KUNOICHI
  - 筋肉番付→体育王国→黄金筋肉(ゴールデンマッスル)
- ニューイヤー駅伝 BS（毎年1月1日、群馬テレビへもネット）
- 全日本実業団女子駅伝 BS
- 世界陸上選手権 BS
- 東レ パン・パシフィック・オープン・テニストーナメント BS（GAORAでも放送）
- 三井住友VISA太平洋マスターズ BS
- カシオワールドオープン BS
- ダイキンオーキッドレディスゴルフトーナメント
- 大東建託・いい部屋ネットレディス
- マスターズ・トーナメント
- 世界バレー BS
- ガッツファイティング
- 全日本高等学校女子サッカー選手権大会
- アジア競技大会

## クイズ・バラエティ・トーク
特記以外［E］
帯番組
- ラヴィット!（月 - 金8:00 - 9:55）
  - 夜明けのラヴィット!（土 5:45 - 7:30）

月曜日
- タミ様のお告げ（21:00 - 22:00）
- クレイジージャーニー（22:00 - 22:57）
- ニューかまー（月バラナイト、23:56 - 翌0:55）

火曜日
- ひらめけ!うんぴょこちゃんねる（0:58 - 1:28）
- 再現できたら100万円!THE神業チャレンジ （19:00 - 20:00）
- バナナサンド（20:00 - 20:55）
- マツコの知らない世界（20:57 - 22:00）
- 秘密のストレス共有バラエティ め組の園（火バラナイト、23:56 - 翌0:26）

水曜日
- ランファンQUEST（0:26 - 0:55）
- アカデミーナイトG（1:58 - 2:38） - ライブエンタテインメント局制作
- 世界くらべてみたら（19:00 - 20:00）
- 巷のウワサ大検証!それって実際どうなの会（20:00 - 21:00）
- ニノなのに（21:00 - 21:58）
- 水曜日のダウンタウン（22:00 - 22:57）

木曜日
- プレバト!!（19:00 - 20:00、毎日放送制作）
- ニンゲン観察バラエティ モニタリング（20:00 - 21:58）
- 櫻井・有吉 THE夜会（22:00 - 22:57）

金曜日
- オオカミ少年（19:00 - 20:00）
- それSnow Manにやらせて下さい（20:00 - 20:55）
- 知識の扉よ開け! ドア×ドア クエスト（20:57 - 22:00）
- A-Studio+（23:00 - 23:30）
- ララLIFE （23:30 - 23:58）

土曜日
- 有田哲平とコスられない街（0:48 - 1:18）
- 所さんお届けモノです! （7:30 - 7:59、毎日放送制作）
- 熱狂マニアさん!（19:00 - 20:00）
- ジョブチューン アノ職業のヒミツぶっちゃけます!（20:00 - 21:00）
- 世の中なんでもHOWマッチ いくらかわかる金?（21:00 - 21:56）
- 人生最高レストラン（23:30 - 翌0:00）

日曜日
- 有吉ジャポンII ジロジロ有吉（0:58 - 1:28）
- カバン持ちさせてください!（1:28 - 1:58）
- 健康カプセル!ゲンキの時間（7:00 - 7:30、CBCテレビ制作）
- がっちりマンデー!!（7:30 - 8:00）
- サンデージャポン（9:54 - 11:30） - ［L］
- アッコにおまかせ!（11:45 - 12:54） - ［L］
- 週刊さんまとマツコ（13:00 - 13:27）
- 坂上&指原のつぶれない店（20:00 - 20:54）
- 日曜日の初耳学（22:00 - 22:54、毎日放送制作）
  - 林先生が驚く初耳学!（前々身）
  - 林先生の初耳学（前身）

月1回
- パパパパラビ!（不定期、テレビ東京との共同制作）
- 落語研究会（毎月第3土曜日の翌日未明）

## 音楽
［E］
- COUNT DOWN TVシリーズ
  - CDTV ライブ!ライブ!（月 19:00 - 20:58）
  - CDTVスペシャル!年越しプレミアライブ
  - 突然バラエティー速報!!COUNT DOWN100(前身)
  - CDTV-Neo（終了）
  - VU-CDTV（終了）
  - CDTVゴールド（終了）
  - CDTVサタデー（終了）
- PLAYLIST（毎月最終水曜日の未明〈火曜日の深夜〉 1:58 - 3:08）

## ドラマ
［E］、TBSスパークルなどが制作。
※ドラマ番組は基本的にハイビジョン制作（1999年以降制作分）、字幕放送
※現行枠では番組名としては、いずれも作品名に枠名を冠する。
- 日曜劇場（日 21:00 - 21:54）- 1993年3月迄はTBSテレビ・朝日放送テレビ→毎日放送・CBCテレビ・RKB毎日放送・北海道放送が持ち回りで制作し、2002年9月迄は東芝一社提供。
  - 19番目のカルテ
- 火曜ドラマ（火 22:00 - 22:57）
  - 初恋DOGs
- ドラマストリーム（水 0:58 - 1:28）
  - シンデレラ クロゼット
- ドラマイズム（水 1:28 - 1:58、毎日放送制作）
  - 極道上司に愛されたら
- 金曜ドラマ（金 22:00 - 22:54）
  - DOPE 麻薬取締部特捜課

## アニメ
近年では自社製作より毎日放送からの逆ネット作品が多い。
2009年9月までデジタル放送での自社製作作品では画面端をカットしての4:3映像で放送していた。2009年10月以降ハイビジョン映像で放送されている。
- 地縛少年花子くん2（第2クール）（日16:30 - 17:00、TBSテレビ系列日曜夕方枠のアニメ）
- 日5（日17:00 - 17:30、毎日放送製作）
  - ウィッチウォッチ
- アガルアニメ（日23:30 - 翌0:00、CBCテレビ製作）
  - ガチアクタ
- 神椿市建設中。（木23:56 - 翌0:26）
- スーパーアニメイズムTURBO（金0:26 - 0:56、毎日放送製作）
  - ダンダダン（第2期）
- ンめねこ（金1:58 - 2:04）
- アニメイズム（土曜未明＝金曜深夜、毎日放送製作）BS
  - ずたぼろ令嬢は姉の元婚約者に溺愛される（B1枠、1:53 - 2:23）
  - 彼女、お借りします（第4期）（B2枠、2:23 - 2:53）
- 参考：TBSテレビの深夜アニメ枠

## 料理・グルメ
- ベスコングルメ（日18:30 - 19:00）
- バナナマンのせっかくグルメ!!（日19:00 - 20:00）
  - バナナマンの早起きせっかくグルメ!!（日6:00 - 6:45）

## 特別番組枠
- 土曜☆ブレイク（単発、土曜午後）
- スパニチ!!（単発、日曜午後）

| 単発特別番組 - 世界衝撃映像100連発 カメラが見た劇的瞬間 - テレビ史を揺るがせた100の重大ニュース - 笑える!泣ける!動物スクープ100連発 - ドラフト緊急生特番!お母さんありがとう - プロ野球戦力外通告・クビを宣告された男達 - オールスター感謝祭 - クイズ!当たって25%（終了） - テレビ進学塾（終了、クイズ出題・解答に上記のシステムを使用） - さんま・玉緒のお年玉あんたの夢をかなえたろかスペシャル - 明石家さんまの爆笑!ご長寿グランプリ - さんまのスーパーからくりTV - 上記のスピンオフ元 - ドリーム東西ネタ合戦 - VSリアルガチ - 全世界極限サバイバル - ビートたけしの絶対見ちゃいけないTVシリーズ - あらびき団 - 笑いのタマリバ - ウチの子、ニッポンで元気ですか? - THE鬼タイジ - 審査員長・松本人志 - 歌ネタゴングSHOW 爆笑!ターンテーブル - 快答!50面SHOW | - ウッチャン式 - クイズ☆正解は一年後 - どうぶつ奇想天外!☆ - クイズ!オンリー1 - 輝く!日本レコード大賞☆ - UTAGE! - 卒業ソング音楽祭 - クリスマス音楽祭 - 生放送で満点出せるか100点カラオケ音楽祭 - まんぷくダービー - 佐藤健&千鳥ノブよ!この謎を解いてみろ! - クイズ!倍買 - ラフ&クライ!〜笑いのショートプログラム〜 - この歌詞が刺さった!グッとフレーズ - この差って何ですか? - 上記のスピンオフ元 - 千鳥のかいつまんで教えてほしいんじゃ! - 集まれ!内村と〇〇の会 - 6人の村人!全員集合 - 日本のドン - 背筋が凍るほわ〜い話 - 天才VS大群 - ザ・ベストワン - お笑いアカデミー賞 - あなたはどれに当てはまる?スター★性格診断SHOW - 形から入ってみた - 『発表!ウチの県の大事ケン』〜1時間まるごと○○県TV〜 - アドベンチャーバラエティー 冒険少年 - 日本全国さすらい料理バラエティ 黄金のワンスプーン! - ガラっとチェンジマン - 賞金奪い合いネタバトル ソウドリ〜SOUDORI〜 - DEEPな店の常連さんに密着 イキスギさんについてった - 世界・ふしぎ発見! - 中居大悟に言いたい人々 - 東大王 - まさかの一丁目一番地 - アーティスト別モノマネ頂上決戦 俺にアイツを歌わせたら右に出るものはいない |

長時間特別番組
- 報道の日
- お笑いの日
  - キングオブコント
- 音楽の日

## テレショップ
TBSグロウディア・TBS SHOPPING関連
- 納得!買い得!キニナルマーケット（『プチブランチ』内 10:10頃 - 10:17頃） - 村上知子、ウガッティ（CV.板倉俊之）

TBSスパークル制作。2006年10月2日『ピンポン!』内の「ショッピンポン!」として放送開始。その後『もうすぐひるおび!』内「ひるしょぴ!」へと変わり2009年9月28日に『買いテキ!通販ツウ』として独立。2017年3月31日まで放送された。2017年4月2日からは枠拡大された『おびゴハン!』に内包する形で「買い運!おびマルシェ」にリニューアル。その後も当該時間に放送される『グッとラック!』に内包されて「納得!買い得!グッとラック!キニナルマーケット」と改題され、2020年9月28日以降は今に至る。
- カイモノラボ（平日深夜） - 中村静香、ナイツ

深夜帯に放送されるが、フィラー要素を兼ねてか放送日によって30分の時もあれば2時間の時もあるなど時間が大きく変わるのが特徴。これは『日テレポシュレ』（日本テレビ放送網）にも共通する。
- ブランチショッピング（『王様のブランチ』内 11:39頃） - ブランチレポーター

通称「ブラショ」。実質「キニナルマーケット」の土曜版である。
そのほかのテレビショッピング
基本的に自社が優先されるため、他社からのテレビショッピングは受け付けないが、ごくまれに週末の日中帯に放送されることがある。